# Cricov
Cricov – rzeka w południowo-wschodniej Rumunii, lewy dopływ Jałomicy w zlewisku Morza Czarnego. Długość – 69 km, powierzchnia zlewni – 577 km². 
Cricov wypływa na wzgórzach Prahovei w Subkarpatach Munteńskich. Płynie na południowy wschód, wypływa na Nizinę Wołoską i uchodzi do Jałomicy koło wsi Ologeni. Jedyny większy dopływ Cricova to Provița.